# Psilotrichum
Psilotrichum is een geslacht uit de amarantenfamilie (Amaranthaceae). De soorten uit het geslacht komen voor in de (sub)tropische delen van de Oude Wereld.

## Soorten
- Psilotrichum amplum Suess.
- Psilotrichum aphyllum C.C.Towns.
- Psilotrichum axilliflorum Suess.
- Psilotrichum cyathuloides Suess. & Launert
- Psilotrichum elliotii Baker
- Psilotrichum erythrostachyum Gagnep.
- Psilotrichum fallax C.C.Towns.
- Psilotrichum ferrugineum (Roxb.) Voigt
- Psilotrichum gloveri Suess.
- Psilotrichum gnaphalobryum (Hochst.) Schinz
- Psilotrichum gracilipes Hutch. & E.A.Bruce
- Psilotrichum lanatum C.C.Towns.
- Psilotrichum laxiflorum Cavaco
- Psilotrichum leptostachys C.C.Towns.
- Psilotrichum madagascariense Cavaco
- Psilotrichum majus Peter
- Psilotrichum nudum (B.Heyne ex Wall.) Moq.
- Psilotrichum schimperi Engl.
- Psilotrichum scleranthum Thwaites
- Psilotrichum sericeum (J.Koenig ex Roxb.) Dalzell
- Psilotrichum stenanthum C.C.Towns.
- Psilotrichum suffruticosum C.C.Towns.
- Psilotrichum tomentosum Chiov.
- Psilotrichum virgatum C.C.Towns.
- Psilotrichum vollesenii C.C.Towns.
- Psilotrichum yunnanense D.D.Tao

... · 
Achyranthes · 
Aerva ·
Alternanthera ·
Amaranthus (Amarant) · 
Atriplex (Melde) · 
Axyris · 
Bassia (Zoutkruid) · 
Beta (Biet) · 
Blitum (Spiesganzenvoet) · 
Celosia · 
Chenopodium (Ganzenvoet) · 
Corispermum (Vlieszaad) · 
Dysphania · 
Halimione (Zoutmelde) · 
Halocnemum · 
Halothamnus · 
Haloxylon · 
Kochia · 
Krascheninnikovia · 
Polycnemum (Knarkruid) · 
Patellifolia · 
Ptilotus · 
Pupalia ·
Salicornia (Zeekraal) · 
Salsola (Loogkruid) · 
Spinacia · 
Suaeda · 
Traganum · 
...